# Schwarcz Zoltán
Schwarcz Zoltán (Vác, 1974. május 18. –) magyar bajnok labdarúgó, középpályás.

## Pályafutása
1992 és 2000 között a Vác labdarúgója volt. Tagja volt az 1992–93-as ezüstérmes és az 1993–94-es bajnokcsapatnak. 1994 tavaszán a Szeged FC, őszén az FC Hatvan csapatában szerepelt kölcsönben. 2000-ben a Szolnoki MÁV FC, 2000 és 2002 között a Fóti SE, 2002–03-ban a Siófok, 2003 és 2006 között a Fehérvár játékosa volt. 2006-ban a fehérvári csapattal magyarkupa-győztes volt 2006-tól alsóbb osztályú csapatokban játszott. 2006–07-ben a német DJK Vilzing, 2007–08-ban a Veresegyház VSK, 2008–09-ben a Berkenye SE, 2009 és 2018 között a Nőtincs SE, 2018-19-ben ismét a Veresegyház VSK labdarúgó volt.
1992 és 2006 között 212 élvonalbeli mérkőzésen szerepelt és 24 gólt szerzett. 

## Sikerei, díjai
Vác FC-Samsung
- Magyar bajnokság
  - bajnok: 1993–94
  - 2.: 1992–93
- Magyar kupa
  - döntős: 1995

 Fehérvár
- Magyar kupa
  - győztes: 2006